# Giải thưởng Ngôi Sao Xanh 2014
Giải thưởng Ngôi Sao Xanh 2014, hay Giải thưởng Gương mặt Điện ảnh và Truyền hình hôm nay 2014 (Tiếng Anh: Face Of The Year Awards 2014) là Giải thưởng Ngôi Sao Xanh lần đầu tiên, tổ chức bởi kênh truyền hình TodayTV và Tạp chí Thế giới điện ảnh, nhằm tôn vinh cho những gương mặt nghệ sĩ, những phim trong lĩnh vực điện ảnh, truyền hình đã đóng góp xuất sắc trong năm 2014. Đây là giải thưởng được trao cho những bộ phim, vai diễn xuất hiện tại rạp chiếu và trên sóng truyền hình từ 1 tháng 1 đến 30 tháng 11 năm 2014.
Buổi lễ diễn ra vào ngày 22 tháng 12 năm 2014 tại Nhà hát Thành phố Hồ Chí Minh, Thành phố Hồ Chí Minh. Trong buổi lễ, ban tổ chức trao tặng 13 giải thưởng ở hạng mục. Buổi lễ được kênh TodayTV phát sóng trực tiếp tại Việt Nam, MC Anh Quân và người mẫu Thu Hằng đảm nhiệm vai trò dẫn chương trình.

## Tổ chức

### Thành lập
Sau lễ khởi động diễn ra vào ngày 8 tháng 1 năm 2014, BTC sẽ tiến hành đề cử từng quý ở từng hạng mục và 18 giải thưởng điện ảnh và truyền hình danh giá, đến đầu tháng 5, BTC đã công bố các đề cử của quý I, bao gồm cả phim điện ảnh và truyền hình. Chiều 1 tháng 12 tại Thành phố Hồ Chí Minh, danh sách đề cử cho ba hạng mục điện ảnh, truyền hình, giải tạp chí thế giới điện ảnh đã được công bố.
| “                                               | Sẽ chẳng thể có giải thưởng nào nói lên hết được sự đóng góp to lớn của các anh chị em nghệ sĩ, do đó, giải thưởng Ngôi Sao Xanh ra đời với hy vọng trở thành món quà tinh thần nhằm tri ân nghĩa cử cao đẹp ấy của các anh chị em nghệ sĩ nước nhà. Tôi cũng mong rằng, giải thưởng này như một phần khích lệ tinh thần để các anh chị em nghệ sĩ sẽ tiếp tục nỗ lực hơn nữa để cho ra đời nhưng tác phẩm điện ảnh, truyền hình chất lượng phục vụ khán giả trên cả nước. | ” |
| — Ông Lâm Chí Thiện, Tổng Giám đốc Tập đoàn IMC | |   |

### Cơ cấu giải thưởng
18 giải thưởng đã được trao, gồm Hạng mục Điện ảnh (7 giải), Hạng mục Truyền hình (10 giải), Giải Gương mặt ảnh bìa ấn tượng (1 giải).

#### Hạng mục phim điện ảnh
Hạng mục phim điện ảnh có 7 giải, trong đó có 2 giải do khán giả bình chọn, còn lại là do hội đồng nghệ thuật chọn lựa. Riêng giải "Sáng tạo xuất sắc" là giải duy nhất cho đạo diễn, quay phim, biên kịch, âm nhạc, phục trang, kỹ xảo, ca khúc… tùy từng năm.
- Giải do Hội đồng nghệ thuật bình chọn

1. Phim hay nhất
2. Nam diễn viên xuất sắc nhất
3. Nữ diễn viên xuất sắc nhất
4. Gương mặt triển vọng
5. Sáng tạo xuất sắc

- Giải do khán giả bình chọn

1. Nam diễn viên được yêu thích nhất
2. Nữ diễn viên được yêu thích nhất

#### Hạng mục phim truyền hình
Hạng mục truyền hình gồm các phim phát sóng trên kênh TodayTV, SNTV và các kênh thuộc Tập đoàn IMC, và một số bộ phim do Hội đồng nghệ thuật đề cử từ các kênh khác.
- Giải do Hội đồng nghệ thuật bình chọn

1. Bộ phim xuất sắc nhất
2. Nam diễn viên xuất sắc nhất
3. Nữ diễn viên xuất sắc nhất
4. Gương mặt triển vọng

- Giải do khán giả bình chọn

1. Nam diễn viên được yêu thích nhất
2. Nữ diễn viên được yêu thích nhất
3. Nam diễn viên nước ngoài được yêu thích nhất
4. Nữ diễn viên nước ngoài được yêu thích nhất
5. Bộ phim truyền hình Việt Nam được yêu thích nhất
6. Bộ phim truyền hình nước ngoài được yêu thích nhất

#### Gương mặt ảnh bìa ấn tượng
Giải thưởng dành cho ekip tổ chức trang bìa Tạp chí Thế giới điện ảnh (do Hội đồng nghệ thuật bình chọn).
1. Giải Gương mặt ảnh bìa ấn tượng

## Hội đồng nghệ thuật, cố vấn

### Hội đồng nghệ thuật
Hội đồng nghệ thuật gồm 7 thành viên, đó là những nghệ sĩ, đạo diễn, diễn viên và những nhà hoạt động điện ảnh và truyền hình nổi tiếng và được công chúng mến mộ như:
- Đinh Trọng Tuấn: Nhà báo, Phó Tổng biên tập Tạp chí Thế giới Điện ảnh (Chủ tịch)
- NSND Trà Giang: Diễn viên
- NSƯT Lân Bích: Diễn viên
- NSƯT Lê Cung Bắc: Đạo diễn
- NSND Đào Bá Sơn: Đạo diễn
- Nguyễn Thị Hồng Ngát: Nhà biên kịch, Phó Chủ tịch thường trực Hội điện ảnh Việt Nam
- Đoàn Minh Tuấn: Nhà phê bình, Phó Tổng biên tập Tạp chí Thế giới Điện ảnh

### Ban cố vấn
Ngoài ra, giải thưởng Ngôi Sao Xanh lần thứ nhất còn có các cố vấn, gồm:
- Nguyễn Thế Kỷ: Nguyên Phó trưởng Ban Tuyên Giáo Trung ương
- Ts Ngô Phương Lan: Cục trưởng Cục Điện ảnh
- NSND Đặng Xuân Hải: Chủ tịch Hội Điện ảnh Việt Nam

## Danh sách đề cử và đoạt giải
Sau đây là danh sách đề cử và chiến thắng đầy đủ của Giải Ngôi Sao Xanh 2014 (một số thông tin được lấy từ fanpage chính thức của giải thưởng).
Giải xuất sắc nhất thể hiện phim và cá nhân giành giải xuất sắc nhất (do Hội đồng nghệ thuật bình chọn)
Giải được yêu thích nhất thể hiện phim và cá nhân giành giải được yêu thích nhất (do Khán giả bình chọn)
Giải xuất sắc nhất và được yêu thích nhất thể hiện phim và cá nhân giành cả 2 giải xuất sắc nhất và được yêu thích nhất

### Phim điện ảnh
| Phim xuất sắc nhất - Lạc giới – Phi Tiến Sơn - Hương Ga – Ngô Quốc Cường - Quả tim máu – Victor Vũ - Scandal: Hào quang trở lại – Victor Vũ - Hiệp sĩ mù – Lưu Huỳnh | |
| Nam diễn viên xuất sắc nhất & Nam diễn viên được yêu thích nhất - Bình Minh – Cô dâu đại chiến 2 (vai Việt) - Trung Dũng – Lạc giới (vai Trung) - Kim Lý – Hương Ga (vai Tùng Hero) - Hứa Vĩ Văn – Đam mê (vai Hai Hoàng) - Chi Bảo – Hương Ga (vai Anh Lớn), Scandal: Hào quang trở lại (vai Bác sĩ Quân) - Quý Bình – Quả tim máu (vai Tâm) - Trần Bảo Sơn – Đoạt hồn (vai Vương Gia Huy) - Chí Nhân – Sống cùng lịch sử (vai Lâm) - Hiếu Nguyễn – Hương Ga (vai Hưng Mã) - Thái Hòa – Quả tim máu (vai Cu Hù) - Quách Ngọc Ngoan – Bước khẽ tới hạnh phúc (vai Quân) | Nữ diễn viên xuất sắc nhất & Nữ diễn viên được yêu thích nhất - Trương Ngọc Ánh – Hương Ga (vai Diệu / Hương Ga) - Ngân Khánh – Bước khẽ tới hạnh phúc (vai Vivian Nguyễn) - Mai Thu Huyền – Lạc giới (vai Kim) - Trang Nhung – Scandal: Hào quang trở lại (vai Bella Nguyễn) - Tinna Tình – Mất xác (vai Y Linh) - Nhã Phương – Quả tim máu (vai Linh) - Thu Quỳnh – Sống cùng lịch sử (vai Nga) |
| Gương mặt triển vọng - Bình An – Lạc giới (vai Hải) - Yu Dương – Cô dâu đại chiến 2 (vai Quỳnh Vy) - Tú Vi – Quả tim máu (vai Phương) - Ngọc Thanh Tâm – Hiệp sĩ mù (vai Linh) - Chi Pu – Hương Ga (vai Hương Ga lúc nhỏ) - Thanh Mỹ – Đoạt hồn (vai Bé Ái) | Sáng tạo xuất sắc - Victor Vũ – Quả tim máu (Đạo diễn) |

### Phim truyền hình

#### Việt Nam
| Bộ phim xuất sắc nhất & Bộ phim được yêu thích nhất - Tìm chồng cho vợ tôi – Võ Việt Hùng - Đôi mắt của trái tim – Đỗ Phú Hải - Ranh giới mong manh – Nguyễn Mạnh Hà - Sông dài – Trương Dũng - Độc thân tuổi 30 – Xuân Cường - Cù lao lúa – Nguyễn Duy Võ Ngọc | |
| Nam diễn viên xuất sắc nhất & Nam diễn viên được yêu thích nhất - Quý Bình – Sông dài (vai Niễng) - Chí Dũng – Lời nguyền Sapphire (vai Tuấn Khanh) - Quốc Cường – Lời nguyền Sapphire (vai Ngọc Lan) - Hoàng Anh – Lời nguyền Sapphire (vai Bảo Anh) - Việt Anh – Ranh giới mong manh (vai Tâm) - Lý Hùng – Cù lao lúa (vai Bác sĩ Danh) - Hoài Linh – TBA - Thành Được – Đôi mắt của trái tim (vai Hồ Kha) - Đức Hải – Cá cược cuộc đời (vai Hoài Lê) | Nữ diễn viên xuất sắc nhất & Nữ diễn viên được yêu thích nhất - Kim Tuyến – Đôi mắt của trái tim (vai Thái Du), Ranh giới mong manh (vai Ban Mai) - Vân Trang – Sông dài (vai Lượm) - Nhật Kim Anh – Tìm chồng cho vợ tôi (vai Thảo), Độc thân tuổi 30 (vai Hoàng Yến) - Ngọc Lan – Ầu ơ ví dầu (vai Oanh) - Lê Khánh – Độc thân tuổi 30 (vai Dung Hòa) - Thân Thúy Hà – Cá cược cuộc đời (vai Vỹ Dạ) - Phương Khánh – Cù lao lúa (vai Lụa) - Kiều Khanh – Ầu ơ ví dầu (vai Hằng) - Sam – Lời nguyền Sapphire (vai Ngọc Lan) |
| Gương mặt triển vọng - Phương Quỳnh – Ầu ơ ví dầu (vai Oanh lúc nhỏ) - Kim Dung – Ầu ơ ví dầu (vai Yến) - Hoàng Yến – Ầu ơ ví dầu (vai Yến lúc nhỏ) - Uyên Nhi – TBA - Phương Đài – Lời nguyền Sapphire (vai Thanh Ngọc) - Trà My – Độc thân tuổi 30 (vai Thu Hồng) | |

#### Nước ngoài
| Bộ phim được yêu thích nhất - Trái tim bé bỏng – Jeffrey R. Jeturian, Mervyn B. Brondial - Mặt nạ hoa hồng – Dominic Zapata, Gina Alajar - Người tình của chồng tôi – Dominic Zapata, Gil Tejada Jr., Gina Alajar - Xin còn mãi yêu em – Jariwat Uppakharnchaiyaphat - Tình ngây dại – Lee Chang-han                            | |
| Nam diễn viên được yêu thích nhất - Jodi Sta. Maria – Trái tim bé bỏng (vai Maya) - Bee Namthip – Khát vọng giàu sang (vai Fahsai) - Marian Rivera – Mặt nạ hoa hồng (vai Angeline Santos/ Chantal Gonzales) - Wang Bit-na – Đoạt tình (vai Eun Hee-soo) - Carla Abellana – Người tình của chồng tôi (vai Lally Agatep-Soriano) | Nữ diễn viên được yêu thích nhất - Richard Yap – Trái tim bé bỏng (vai Richard) - Pong Nawat – Khát vọng giàu sang (vai Pat) - Go Se-won – Tình ngây dại (vai Seo Kyung-soo) - Dennis Trillo – Người tình của chồng tôi (vai Eric del Mundo) - Tom Rodriguez – Người tình của chồng tôi (vai Vincent Soriano) |

### Gương mặt ảnh bìa ấn tượng
| Giải Gương mặt ảnh bìa ấn tượng - Concept Mai Thủy và Ekip – Bìa Tạp chí Thế Giới Điện Ảnh số 11 (phát hành ngày 5 tháng 6 năm 2014) |